# زي دي أف نيو
ZDFneo (بالعربية: زي دي إف نيو)، هي قناة تلفزيونية ألمانية للقطاع العام مقرها ماينس، تابعة لمجموعة زي دي اف ومتخصصة في عرض البرامج المتنوعة كالأفلام والمسلسلات والبرامج الوثائقية.
تأسست القناة في 1 نوفمبر 2009 تحت اسم (ZDFdokukanal) ، وكانت مختصة آنذاك في البرامج الوثائقية التي كانت تنتجها بنفسها أو تستقطبها من جهات معنية بالوثائقيات ك ناشيونال جيوغرافيك وديسكفري كوميونيكيشنز، وحتى الآن لازالت تتبع نفس النهج بإنتاج وثائقيات مشتركة.
القناة مستقلة وغير ربحية أسستها زي دي اف ويتم تمويلها من خلال رسوم الترخيص التلفزيون وعائدات الإعلانات.

## شعارات القناة

من (2009 إلى 2017)
من (2009 لى 2017) قناة تلفاز عالي الدقة
اعتمدته في (26 سبتمبر 2017)